# Krylatskoe (metropolitana di Mosca)
Krylatskoe (in russo: Крылатское) è una stazione della Metropolitana di Mosca che serve l'omonimo quartiere, situata sulla Linea Arbatsko-Pokrovskaja. Fino al 2008 costituiva il capolinea della Linea Filëvskaja dalla quale è stata poi esclusa per venire integrata nella linea Arbatsko-Pokrovskaja. È una stazione poco profonda, con un design asimmetrico. Il soffitto, curvato, si appoggia su mura di marmo bianco dal lato della banchina, e dall'altra parte giunge direttamente al livello dei binari. Nel soffitto sono installate delle nicchie che contengono le illuminazioni, il che rende la banchina molto luminosa rispetto ad altre. Il tema decorativo della stazione è "ginnastica e sport".
Anche l'aspetto della stazione è insolito; in molte stazioni capolinea, i binari proseguono oltre la stazione stessa per permettere ai treni di cambiare direzione. I passeggeri in arrivo abbandonano il treno su un lato della stazione, e i passeggeri in partenza salgono dall'altro lato. A Krylatskoe, invece, i binari terminano poco dopo il termine della banchina, obbligando i treni ad entrare e ad uscire dalla stazione dallo stesso binario. Ciò è reso possibile da uno scambio situato a sud della stazione.
Krylatskoe fu disegnata da Šumakov, G.S. Mun e A.M. Mosichuk e fu inaugurata nel 1989.